# Xã North Star, Quận Brown, Minnesota
Xã North Star (tiếng Anh: North Star Township) là một xã thuộc quận Brown, tiểu bang Minnesota, Hoa Kỳ. Năm 2010, dân số của xã này là 287 người.